# 日本記者クラブ
公益社団法人日本記者クラブ（にっぽんきしゃクラブ、にほんきしゃクラブ、英: Japan National Press Club）は、日本の公益社団法人。以前は内閣府所管の社団法人だったが、公益法人制度改革に伴い、2011年4月1日に公益社団法人に移行した。

## 概要
新聞・通信・放送（在京外国メディアも含む）の報道機関による独立組織で、政府など公的な財政支援は受けていない。アメリカ・ワシントンD.C.のナショナル・プレスクラブに範をとっており、官公庁などの取材拠点としての記者クラブ（いわゆる「出先クラブ」）とはその形態、性格を異にしている。定款では、目的を以下のように定めている。

## 沿革
日本新聞協会、日本民間放送連盟（民放連）、日本放送協会（NHK）が共同で提唱し日本の「ナショナル・プレスクラブ」として設立された。
戦後20年以上にわたり国・公賓など外国からの要人が来日した際には「日本外国特派員協会（FCCJ/外人記者クラブ）」に招かれて会見し、日本のプレス主催による公式会見は行われていなかった。
これに対し1970年の大阪万博での要人来日ラッシュが予想される中、「日本にもナショナル・プレスクラブを設立すべき」との声が高まった。萬直次・日本新聞協会会長（日経）を委員長として「プレスクラブ設立準備委員会」が立ち上がり、民放連やNHKも参加。これら3団体の長を設立発起人に1969年11月、任意団体として発足した。なおこの時点では諸外国の大手メディアの特派員や記者は加盟することができなかった。
1969年11月1日の発足後、1970年3月に帝国ホテル新本館4階の「松の間」にて開設し、6月に帝国ホテル東館に移転した。1972年、新聞協会加盟社によって、株式会社日本プレスセンターが創設された。1976年7月31日に日本プレスセンタービルが完成し、帝国ホテルから移転した。移転を機に会員制度を変更、外国プレスや企業などの報道機関以外も賛助会員として入会できるようになった。1974年には任意団体から社団法人に移行している。

## 主な活動

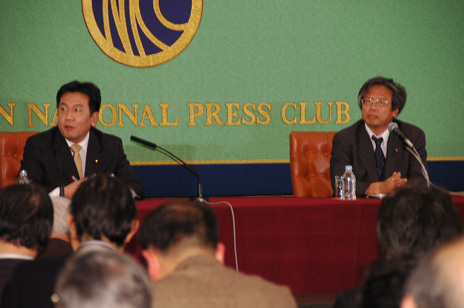
2010年3月29日、枝野幸男内閣府特命担当大臣（行政刷新担当）の日本記者クラブでの記者会見

- 内外の重要ニュースソース、話題の人による記者会見の開催。
- 国政選挙公示直前の、主要政党党首による討論会の開催。
- 正確な報道のための、時々の話題に関する勉強会、研究会の開催。
- 会員社主催の記者会見場の提供。
- 日本記者クラブ賞の授与
- 会員懇親会の開催など会員交流の場の提供。
- 会報の発行。
- YouTubeの「日本記者クラブチャンネル」で、主催した会見・研究会の動画を公開（ゲストスピーカーの了解を得られなかったものを除く）。

## 会員
| 会員種別 | 構成 | 例 |
| -------- | --- | --- |
| 法人会員 | 1.社団法人日本新聞協会および社団法人日本民間放送連盟 2.前号のいずれかに属し、この法人の目的に賛同する法人 3.この法人の目的に賛同し、法人会員2名以上から推薦され、理事会の承認を得た法人 | 日本新聞協会および日本民間放送連盟加盟の新聞、通信、放送各社など                                                       |
| 基本会員 | この法人会員に属するものでその法人会員から推薦され、理事会の承認を得た個人 | 法人会員となっている新聞、通信、放送各社の社長、役員、編集長・報道局長、論説委員・解説委員長、編集・報道各部の部長など |
| 個人会員 | この法人の目的に賛同し、基本会員2名以上から推薦され、理事会の承認を得た個人 | プレス各社の編集・報道各部の次長、一線記者、編集委員、論説・解説委員や外国特派員、記者OBなど。                         |
| 賛助会員 | この法人の目的、事業を賛助し、基本会員2名以上から推薦され、理事会の承認を得た法人、団体および個人                                                                                       | 政府、各省庁などの報道担当、大使館の報道担当官および一般企業の広報責任者など。                                         |
| 名誉会員 | この法人に対し、特に功労のあったもので、理事会で推薦された個人 | |
| 学生会員 | 大学または大学院でジャーナリズムを学ぶ学生で、会員2名の推薦を受け、理事会で承認された者                                                                                                 | |

## 歴代理事長
理事および監事の任期は、選任後2年以内に終了する事業年度のうち最終のものに関する定時社員総会の終結の時まで、とされている。1983年から第6代を務めた新井明以降、日本経済新聞社→朝日新聞社→読売新聞社と所属する報道機関が持ち回りしていたが、2003年には第13代に毎日新聞社の北村正任が選出されてからは日経、朝日、毎日、読売の順にローテーションしている。
| 代 | 歴代理事長 | 任期                    | 所属報道機関   |
| -- | ---------- | ----------------------- | -------------- |
| 1  | 原四郎     | 1969年11月 - 1971年12月 | 読売新聞社     |
| 2  | 高田秀二   | 1972年1月 - 1973年1月   | 共同通信社     |
| 3  | 渡辺誠毅   | 1973年3月 - 1978年5月   | 朝日新聞社     |
| 4  | 酒井新二   | 1978年5月 - 1981年5月   | 共同通信社     |
| 5  | 若松信重   | 1981年5月 - 1983年5月   | 中日新聞社     |
| 6  | 新井明     | 1983年5月 - 1988年7月   | 日本経済新聞社 |
| 7  | 中江利忠   | 1988年7月 - 1989年5月   | 朝日新聞社     |
| 8  | 水上健也   | 1989年5月 - 1993年1月   | 読売新聞社     |
| 9  | 鮫島敬治   | 1993年1月 - 1994年5月   | 日本経済新聞社 |
| 10 | 松下宗之   | 1994年5月 - 1996年6月   | 朝日新聞社     |
| 11 | 加藤博久   | 1996年6月 - 1999年5月   | 読売新聞社     |
| 12 | 杉田亮毅   | 1999年5月 - 2003年3月   | 日本経済新聞社 |
| 13 | 北村正任   | 2003年3月 - 2005年5月   | 毎日新聞社     |
| 14 | 滝鼻卓雄   | 2005年5月 - 2009年5月   | 読売新聞社     |
| 15 | 斎藤史郎   | 2009年5月 - 2011年5月   | 日本経済新聞社 |
| 16 | 吉田慎一   | 2011年5月 - 2014年5月   | 朝日新聞社     |
| 17 | 伊藤芳明   | 2014年5月 - 2017年5月   | 毎日新聞社     |
| 18 | 小田尚     | 2017年5月 - 2018年1月   | 読売新聞社     |
| 19 | 原田亮介   | 2018年2月 - 2021年5月   | 日本経済新聞社 |
| 20 | 根本清樹   | 2021年6月 - 2023年5月   | 朝日新聞社     |
| 21 | 前田浩智   | 2023年5月 - 2025年5月   | 毎日新聞社     |
| 22 | 老川祥一   | 2025年5月 - 現職        | 読売新聞社     |